# Mas dels Canonges (Roquetes)
El mas dels Canonges és una masia de Roquetes (Baix Ebre) inclosa a l'Inventari del Patrimoni Arquitectònic de Catalunya.

## Descripció
L'edifici s'aboca, per tres arcs d'un pati interior, sobre la vertical d'un profund canó excavat pel barranc de Sant Antoni. Consta d'un cos central, amb un pis i golfes, amb coberta a dos vessants sobre voladissos de maó disposats en forma dentada.
A la dreta de la façana principal, el parament enceta dos buits amb arcs de mig punt, amb espadanya corba a sobre, sota els quals s'obre la porta de la capella, a planta baixa, i que segueixen, al lateral del primer pis, en una galeria correguda composta d'arcs de mig punt sobre pilastres amb impostes.
Davant de l'edifici hi ha una arcada de maó que dona entrada a l'hort tapiat. Hi destaca un antiquíssim xiprer que sobrepassa l'alçada de l'edifici.

## Història
En segles passats ha estat lloc de descans dels canonges tortosins, d'aquí el seu nom. Posteriorment ha passat a ser propietat d'una societat dedicada a l'explotació agrícola dels camps del voltant.